# Корне (Ардени)
Корне (фр. Cornay) насеље је и општина у североисточној Француској у региону Шампањ-Арден, у департману Ардени која припада префектури Вузје.
По подацима из 2011. године у општини је живело 86 становника, а густина насељености је износила 7,86 становника/km². Општина се простире на површини од 10,94 km². Налази се на средњој надморској висини од 190 метара.

## Демографија
| 1962. | 1968. | 1975. | 1982. | 1990. | 1999. | 2011. |
| ----- | ----- | ----- | ----- | ----- | ----- | ----- |
| 112   | 117   | 98    | 96    | 90    | 86    | 86    |

График промене броја становника у току последњих година